# Apocryptus chinensis
Apocryptus chinensis là một loài tò vò trong họ Ichneumonidae.